# H8-as és H9-es HÉV
A H8-as (253-as vasútvonal; 2011-ig gödöllői HÉV) és a belőle kiágazó H9-es HÉV (szintén 253-as vasútvonal; 2011-ig csömöri HÉV) Budapest elővárosi vasútvonalai, amelyeket a MÁV-HÉV Helyiérdekű Vasút Zrt. közlekedteti az Innovációs és Technológiai Minisztérium megrendelésére az Örs vezér tere és Gödöllő, illetve Csömör, valamint betétjáratként Cinkota között. A H8-as és H9-es jelzéseket 2011. május 1-jétől viselik.
A vonalakat a cinkotai kocsiszín szolgálja ki.

## Története
A Budapesti Közúti Vaspálya Társaság (röviden BKVT) az első helyiérdekű vasútvonalának, a haraszti (ma H6-os HÉV) vonalnak a megnyitása után kezdte meg a cinkotai vonal építését.
A vasútvonal első szakasza a MÁV Központi pályaudvarától (a mai Keleti pályaudvartól) Rákosfalván át, Cinkotáig épült meg. A 10,3 km hosszú vonalszakaszt 1888. július 20-án adták át a forgalomnak. A gőzüzemű vasútvonalon a felépítmény 20,0 kg/fm tömegű sínekből épült, és 9,0 tonna tengelyterhelést engedélyeztek rajta. A vonal második szakasza Cinkotától, Csömör és Kistarcsa érintésével, Kerepesig épült ki. A második, 9,8 km hosszú vonalszakaszt 1900. augusztus 28-án nyitották meg. Ezen a szakaszon már „i” jelű, 23,6 kg/fm tömegű síneket alkalmaztak, a legnagyobb tengelyterhelést is magasabb értékben, 10,0 tonnában határozták meg.
A vonal kapcsolata a MÁV szolnoki vonalával 1904. január 14-én valósult meg, ekkor adták át a mintegy fél kilométer hosszú összekötővágányt.
A BKVT már 1895-ben megszerezte a jogot, hogy vasútvonalait részben, vagy teljes hosszukban villamosítsa. A társaság első ütemben a Keleti pályaudvar–Cinkota közötti szakaszon kezdte meg a villamosítást. Az 1000 V feszültségű, egyenáramú felsővezeték-rendszer kiépítésével 1911. április 19-én készült el.
A kerepesi ideiglenes végállomástól, Mogyoród határának érintésével a MÁV gödöllői vasútállomásáig tartó harmadik vonalszakaszt 1911. november 25-én adták át a forgalomnak. A már villamos- és gőzüzemre is berendezett 12,8 km hosszú vonalszakasz felépítményét 30,0 kg/fm tömegű sínekből építették, és 12,0 tonna tengelyterhelést engedélyeztek rajta. A vonal meghosszabbításával egy időben, Cinkota és Kistarcsa között megépült az úgynevezett kavicsbányai átvágás, így 6,2 km-rel csökkent a két végállomás közötti távolság. Az új, 35 ezrelékes emelkedésű szakaszon Ilonatelep néven megállóhely is létesült, a jelentőségéből vesztett csömöri ág pedig szárnyvonallá vált. Azóta ez a legmeredekebb normál nyomtávú hazai vasútvonal.
A fővároson kívüli vasútépítések mellett a társaság a Rákosszentmihályon is vonalfejlesztésbe kezdett, az akkoriban Budapesttől még különálló község belterületén villamos üzemű hurokvágányt létesítettek. A Sashalom-Nagyicce állomásból kiágazó egyvágányú hurokvágányt 1911. december 7-én nyitották meg. A társaság engedélyt kapott a Rákosszentmihályt Rákospalotával összekötő vasútvonal építésére is. Az 1913-ban átadott kétvágányú vonal szintén Nagyiccéről indult, kapcsolatot teremtett a megyeri, újpesti és angyalföldi villamoshálózatokkal rendelkező Budapest–Újpest–Rákospalotai Villamos Közúti Vasút Részvénytársaság (röviden BURV) vonalaival. A Budapest–Rákosszentmihály–Rákospalota HÉV szárnyvonal az 1930-as évektől rövidebb útvonalon járt, később pedig, mikor már csak a Csömöri útig közlekedett, nem volt közvetlen összeköttetésben a Kerepesi úttal sem.
A Keleti pályaudvar után, az onnan kivezető vágányok felett 1925-ben épült az első, még a Kerepesi úttal közös vasúti-közúti híd. Amely a hidat tartó sok vasbeton oszlopról kapta a „százlábú” elnevezést. A második világháború után 1945-ben újjáépült a HÉV hídja, 1948-ban épült mellé a közúti híd, majd 1972-ben a megszűnt HÉV-szakasz pályájának helyére kerültek a befelé tartó közúti sávok. Mai formáját a 2015–2017 közötti rekonstrukció során nyerte el. A korábbi vasbeton felsőpályás gerendahidat acélszerkezetű alsópályás ívhídra cserélték le. A korábbi híd nevét adó tartóoszlopokat elbontották.
A HÉV vasútvonal a Pongrác út – Fogarasi út csomópontnál eleinte szintben keresztezte a Budapest–Záhony-vasútvonalat, a fővonal fővárosi szakaszának pályaszintemelésére 1939–1944 között került sor. A Kerepesi úti vasúti hidat 1941. augusztus 5-én adták át a forgalomnak.
A rákosszentmihályi–rákospalotai szárnyvonal második vágányát a második világháború után felszedték, anyagát más, nagyobb jelentőségű városi vasutak helyreállítására használták fel. A megmaradt egyvágányú vonalat 1953-ban a Fővárosi Villamosvasút (röviden FVV) vette át, a forgalmi kitérőkkel kibővített pályán a 69-es villamos indult meg. Az 1970-ig közlekedő Rákosszentmihályi HÉV a Csömöri útig rövidült.
Az 1950-ben készült, eredeti tervek szerint az M2-es metróvonalnak a Népstadion állomáson (a mai Puskás Ferenc Stadion állomáson) lett volna közös végállomása a gödöllői HÉV-vel, ezért itt négyvágányos, középperonos átszálló állomás épült. Az 1960-as években az Örs vezér tér körül kiépült új lakótelepek következtében jelentősen megváltoztak az utazási igények, ezért az 1963-ban újraindított metróépítéskor a végállomást az Örs vezér terénél építették meg.

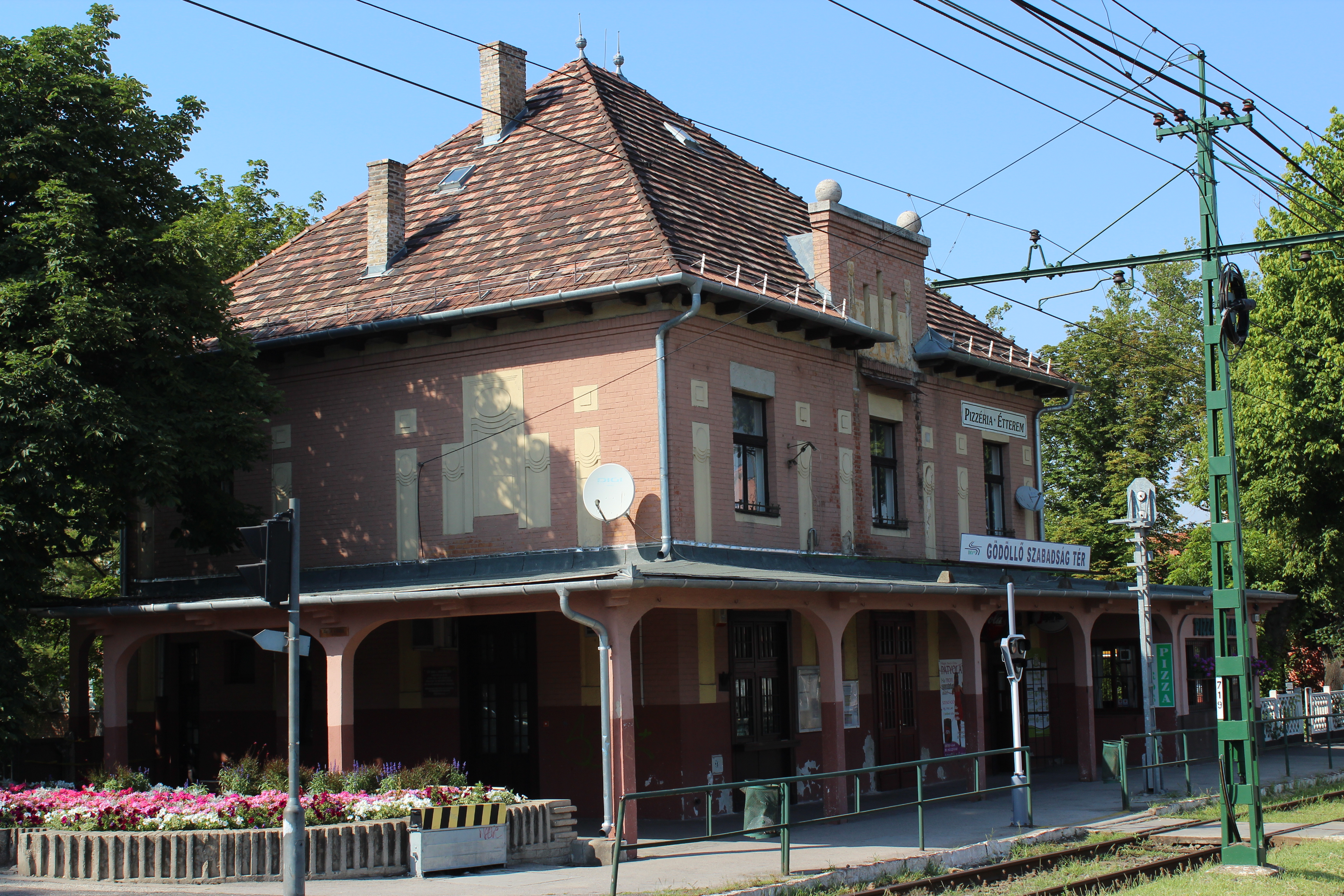
HÉV-állomás, Gödöllő, Szabadság tér

A gödöllői HÉV-nek a Keleti pályaudvar Kerepesi úti oldalán, a mai trolibuszterminál helyén berendezett végállomása az M2-es metróvonal első, Örs vezér tere–Deák Ferenc tér közötti szakaszának átadása után, 1970. április 3-án szűnt meg. A helyiérdekű vasút és a kelet-pesti autóbuszok végállomását az Örs vezér terénél alakították ki. A rákosszentmihályi hurokvágányon is ekkor szűnt meg a forgalom.
A vonal sajátossága a baloldali közlekedési rend, amely elsősorban a pénz hiánya miatt maradt így 1941 óta, a másik ok, hogy Cinkotán a kavicsbányai átvágás felől nincs meg a kellő megcsúszási távolság. A nyílt vonali sorompók biztosítóberendezése a legtöbb szakaszon már a helytelen és helyes vágányok fedezésére is alkalmasak. Örs vezér tere, Cinkota és Kerepes (Budapest felőli oldalán) állomásoknak a helytelen vágány mellett is vannak fényjelzői.
2016. február 8-án Fónagy János, a Nemzeti Fejlesztési Minisztérium parlamenti államtitkára Gyálon ismertette, hogy az állam által átvett HÉV-vonalakat elővárosi vasúttá alakítanák.
2016. november 1-jétől 2017. februárjáig a HÉV-vonalakat a Budapesti Helyiérdekű Vasút Zrt. (BHÉV) üzemeltette, azóta MÁV-HÉV Zrt. a cégnév.
2017. december 1-jétől péntek és szombat esténként – az M2-es metró üzemidejének meghosszabbításával összefüggésben – a H8-as HÉV üzemideje is bővült. Ezeken a napokon irányonként további 1-1 szerelvényt indítanak, így az utolsó HÉV hajnali háromnegyed 2 körül ér Gödöllőre.

## Járművek

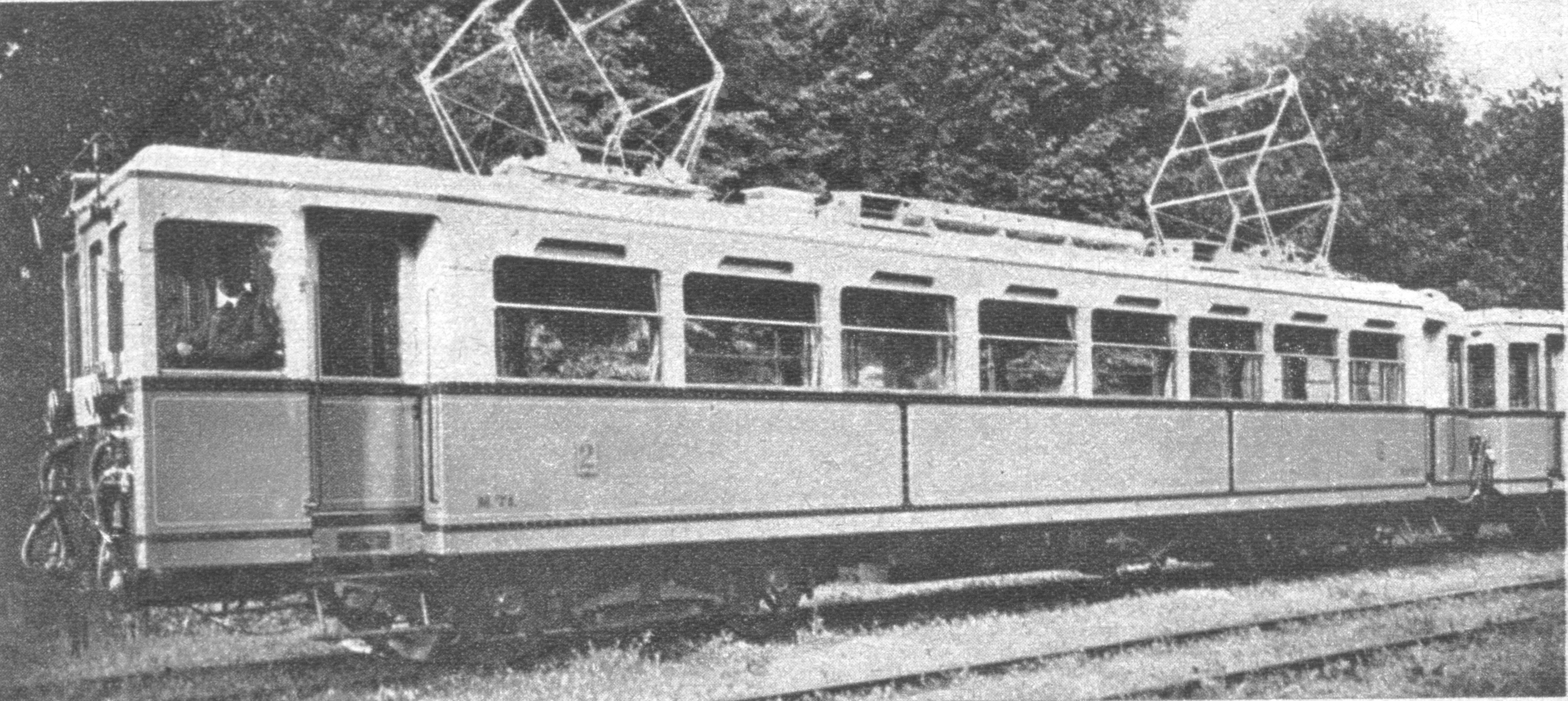
Az új gödöllői Helyi Érdekű Vasút motorkocsi 1930 előtt

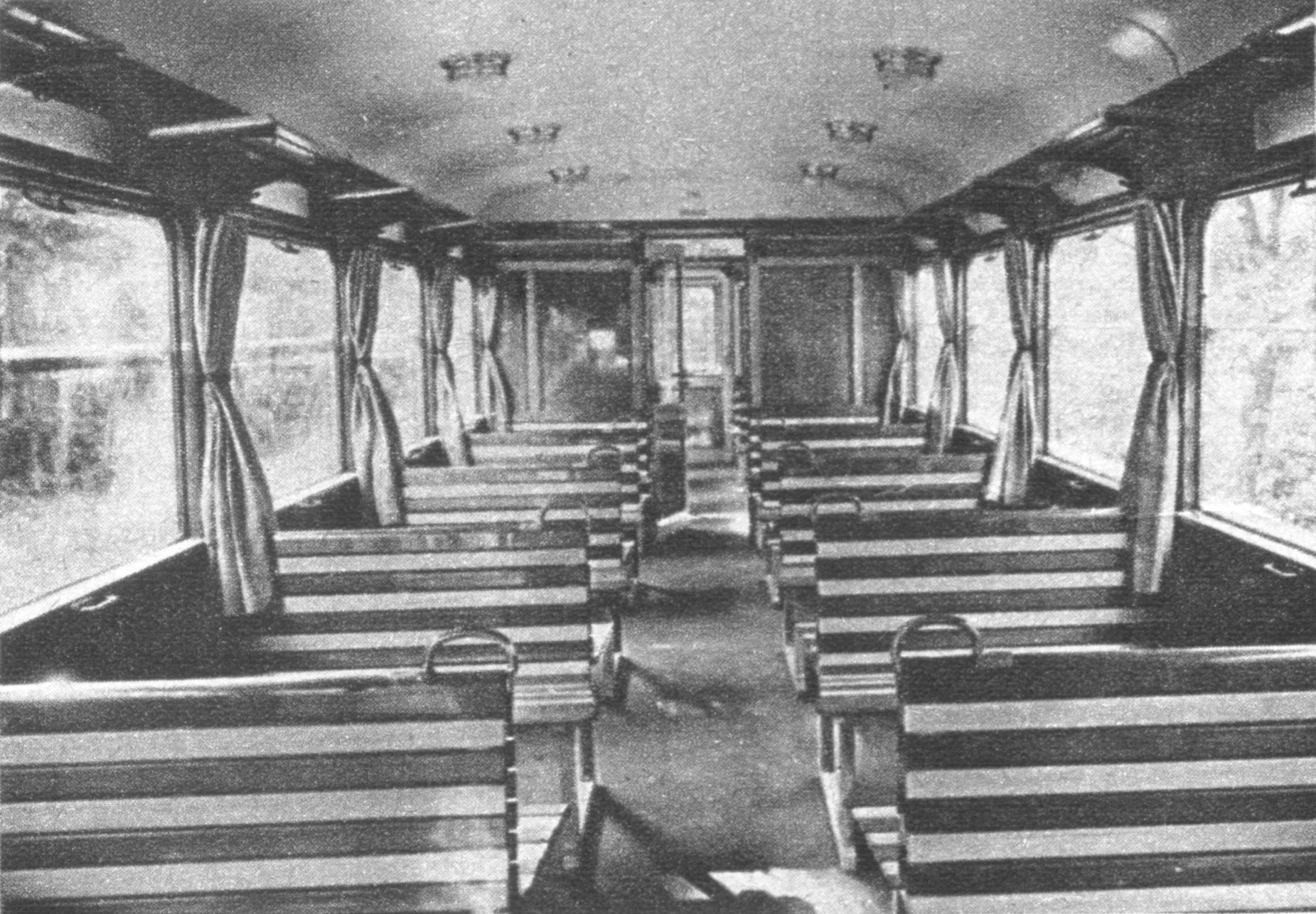
Az új gödöllői Helyi Érdekű Vasút kocsijának belseje 1930 előtt

A korábban megnyitott haraszti vonalhoz hasonlóan, a vonal első mozdonyai kéttengelyes, BHÉV 5 sorozatú gőztramwayok voltak. Lokomotivfabrik der StEG, illetve a MÁV Gépgyára által gyártott kis teljesítményű mozdonyokat a növekvő forgalom miatt hamarosan nagyobb teljesítményű gőzmozdonyokkal váltották fel. A BKVT 1894–1906 között a MÁV 377 sorozatú gőzmozdonyaihoz hasonló kialakítású mozdonyokat rendelt a MÁV Gépgyártól. A villamosítás után a gőzmozdonyok kiszorultak a forgalomból, 1906-tól kezdve eladták őket.
A már villamosított vonalon a Kistarcsai Gép- és Vasútfelszerelési Gyár által 1911–1915 között gyártott, M I, M II és M III típusú motorkocsikat állítottak üzembe. A motorkocsik mögé gyakran P III jelű, szintén a kistarcsai gyárban készített pótkocsikat akasztottak. A vonalból kiágazó iparvágányokat L II-es típusú villamosmozdonnyal szolgálták ki, ezeket a mozdonyokat is Kistarcsán készítették, a berendezését viszont a Ganz Villamossági Rt. szállította.
1929-től a Ganz és Társa Danubius Rt. által gyártott új járműveket, az M VII típusú motorkocsiból és P XIII-as pótkocsikból álló szerelvényeket állították forgalomba. A gyártótól új villamosmozdonyokat is rendeltek, az L VI típusú mozdonyokat kifejezetten a gödöllői vonal megnövekedett teherforgalmának kiszolgálására vásárolták.
A L VII típusú, utastérrel is rendelkező villamosmozdonyokat 1943-ban a Ganz kezdte el gyártani, később 1951-ben, néhány példányát, a villamos berendezések kivételével a győri Magyar Vagon- és Gépgyár készítette. Ezek a mozdonyok a személy- és a teherforgalomban egyaránt részt vettek. A forgalomba állított új, M VIII típusú motorkocsikat a Dunakeszi járműjavító üzem, a villamos berendezéseit a Ganz gyártotta. Az áramvonalas homlokfalú motorkocsikat a csepeli HÉV-re szánták, azonban 1976-ig ezen a vonalon közlekedtek. A mozdonyok és motorkocsik mellett személykocsikat is rendeltek a gyártóktól, a P XV típusú pótkocsikat 1943–1957 között szállítottak le.
1971-től napjainkig az egykori Kelet-Németországban gyártott MXA motorkocsik és a közéjük sorolt PXXVIIIa típusú pótkocsikból összeállított szerelvények közlekednek a vonalon. 2019. február 4-étől június 14-ig – a Budapest–Hatvan-vasútvonal felújítása alatt – a H9-es vonalon Siemens Desiro dízel motorvonat is közlekedik a Cinkota-Csömör-Kerepes szakaszon, illetve Csömör és Kerepes között újraindult a személyszállítás, ami a Desiro vonatok 2019. június 14-ei HÉV-forgalomból való kivonásával megszűnt, a Csömör és Kistarcsa közötti felső vezeték hiánya miatt. Ebben az időszakban Csömörról csak Cinkotán átszállva lehetett az Örs vezér terére eljutni.
2012-től időszakosan nosztalgiavonat közlekedik a vonalon. Májustól októberig havonta egyszer lehet nosztalgia díjszabással utazni az MVIII-as motorkocsin.

## Megállóhelyei
| 0  | Örs vezér tere végállomás | 48 | 3, 62, 62A 80, 81, 82, 82A 10, 31, 32, 44, 45, 67, 85, 85E, 97E, 131, 144, 161, 161A, 161E, 168E, 169E, 174, 176E, 231, 244, 276E, 277 907, 908, 931, 956, 990 410, 419, 430, 440, 441, 484, 485, 486, 505, 508, 509, 510 1040, 1049, 1070, 1075, 1077, 1078 | Sugár- és Árkád üzletközpontok, IKEA bútoráruház, Szakorvosi rendelőintézet                                                   |
| 2  | Rákosfalva                | 45 | 44, 45, 67 908, 931 | Neumann János Számítástechnikai Szakközépiskola, Keleti Károly Közgazdasági Szakközépiskola                                   |
| 5  | Nagyicce                  | 43 | 44, 45, 277 908, 931 410, 440, 441 1040, 1049, 1077, 1078 | |
| 6  | Sashalom                  | 41 | 44, 45, 92, 92A 908 | |
| 9  | Mátyásföld, repülőtér     | 39 | 44, 46, 92, 92A, 146, 176E, 276E 908 | |
| 10 | Mátyásföld, Imre utca     | 37 | 92, 92A, 176E, 276E 908, 996, 996A 410, 440, 441 | Corvin Mátyás Gimnázium és Műszaki Szakközépiskola                                                                            |
| 12 | Mátyásföld alsó           | 36 | 92, 92A | |
| 14 | Cinkota végállomás        | 34 | 92, 92A, 174, 175 908, 992 410, 430, 440, 441, 480 1040, 1049, 1077, 1078 | |
| 16 | Ilonatelep                | 30 | 45, 92, 92A 908, 992 | |
| 19 | Kistarcsa, kórház         | 27 | 92, 92A 992 410, 430, 440, 441, 448, 449, 504 | Pest Megyei Flór Ferenc Kórház, Auchan Liget hipermarket, Next Stop Bevásárlóközpont, Decathlon, SPAR, JYSK, TAKKO, PEPCO, DM |
| 21 | Kistarcsa                 | 25 | 992 410, 430, 440, 441, 448, 449, 504 1040, 1049, 1077, 1078 | Kistarcsa Város Polgármesteri Hivatala                                                                                        |
| 22 | Zsófialiget               | 23 | 992 | Lidl és Penny Market áruházak                                                                                                 |
| 25 | Kerepes                   | 22 | 992 | Aldi áruház |
| 28 | Szilasliget               | 18 | 992 | |
| 33 | Mogyoród                  | 14 | 317, 320, 321, 324, 325, 326 992 | Hungaroring, Aquaréna, UniverZoo élménypark, Astra Filmstúdió (R&H Stúdió Kft.), Hungarokart Center                           |
| 35 | Szentjakab                | 11 | | |
| 40 | Gödöllő, Erzsébet park    | 6  | 477 | |
| 42 | Gödöllő, Szabadság tér    | 4  | 992 317, 324, 402, 412, 422, 432, 442, 446, 447, 448, 450, 451, 452, 453, 454, 455, 464, 470, 471, 472, 473, 474, 475, 476, 477, 478, 479 | Grassalkovich-kastély |
| 45 | Gödöllő, Palotakert       | 2  | 992 440, 441, 442, 444, 465, 470, 472, 473 | |
| 47 | Gödöllő végállomás        | 0  | 992 440, 441, 442, 444, 446, 447, 448, 465, 466, 470, 472 1076, 1077, 1078 S80 G80 InterRégió, expresszvonat | Gödöllő vasútállomás, Magyar Agrár- és Élettudományi Egyetem                                                                  |

| 0  | Örs vezér tere végállomás | 23 | 3, 62, 62A 80, 82 10, 31, 32, 44, 45, 67, 85, 85E, 97E, 131, 144, 161, 161A, 161E, 168E, 169E, 174, 176E, 231, 244, 276E, 277 410, 419, 430, 440, 441, 484, 485, 486, 505, 508, 509, 510 1040, 1049, 1070, 1075, 1077, 1078 | Sugár- és Árkád üzletközpontok, IKEA bútoráruház, Szakorvosi rendelőintézet                 |
| 2  | Rákosfalva                | 20 | 44, 45, 67 | Neumann János Számítástechnikai Szakközépiskola, Keleti Károly Közgazdasági Szakközépiskola |
| 5  | Nagyicce                  | 18 | 44, 45, 277 410, 440, 441 1040, 1049, 1077, 1078 |                                                                                             |
| 6  | Sashalom                  | 16 | 44, 45, 92, 92A |                                                                                             |
| 9  | Mátyásföld, repülőtér     | 14 | 44, 46, 92, 92A, 146, 176E, 276E |                                                                                             |
| 10 | Mátyásföld, Imre utca     | 12 | 92, 92A, 176E, 276E 410, 440, 441 | Corvin Mátyás Gimnázium és Műszaki Szakközépiskola                                          |
| 12 | Mátyásföld alsó           | 11 | 92, 92A |                                                                                             |
| 14 | Cinkota                   | 9  | 92, 92A, 174, 175 410, 430, 440, 441, 480 1040, 1049, 1077, 1078 |                                                                                             |
| 16 | Cinkota alsó              | 6  | |                                                                                             |
| 18 | Árpádföld                 | 4  | 31 |                                                                                             |
| 20 | Szabadságtelep            | 2  | 31 419 |                                                                                             |
| 23 | Csömör végállomás         | 0  | 419, 449 |                                                                                             |

## Jelentősebb balesetek, események
- 2004. augusztus 13-ára virradó éjszaka egy ipari HÉV-szerelvény két kocsija elszabadult Mogyoród állomásnál – miközben sínszálakat pakoltak rá – és 12 kilométeres ámokfutás után belerohant a Kerepesi út és az Albertirsai út sarkán lévő autószalon épületébe. Az elszabadult kocsikra már a Cinkotai úti felüljárónál felfigyelt egy rendőr járőrpáros, de száguldva sem érték azokat utol. Jelzésük alapján a rendőrség több kocsival biztosította az érintett kereszteződéseket, a BKV Rt. szakemberei pedig úgynevezett páros fékezősarukkal próbálták megállítani a száguldó teherkocsikat – elsőként még Kerepesen, majd Cinkotán, végül az Örs vezér terén –, eredménytelenül. Szerencse volt a szerencsétlenségben, hogy mielőtt a kocsik a Kerepesi útról lekanyarodva becsapódtak az ottani Renault Baumgartner autószalon épületébe, felborultak, és így már csak az oldalukon csúszva törték be a homlokzati falat. A használt autókat árusító szalonban négy autó sérült meg, közülük az egyik totálkáros lett.[18][19]